# Summoning
Summoning is een Oostenrijkse symphonic blackmetalband. De teksten van hun nummers gaan over de boeken en gedichten van de schrijver J.R.R. Tolkien.
In de muziek van de band zijn er invloeden te vinden van epische, symfonische-,  atmosferische-,  melodische-, death- en black metal en fantasy, folk en ambient.

## Bandleden
De band bestaat uit de twee leden Silenius (Michael Gregor) en Protector (Richard Lederer).
Daarnaast was er tot 'Lugburz' nog een derde bandlid, namelijk Trifixion die de drums verzorgde, maar moest daarna Summoning verlaten omdat hij te veel aasde op bekendheid en geld. Nu worden de drums gedaan door een drumcomputer.
Silenius componeert de basis van elk Summonings nummer en Protector speelt de aanvullende (hoorn) melodieën, drums en gitaar. Protector is tevens de “techneut” van Summoning; hij neemt de keyboard programmering, het mixen en het opnemen van de nummers voor zijn rekening.
De band doet niet aan live-optredens, want ze vinden dat het niet zou passen bij hun muziek. Volgens de bandleden zelf is het om thuis bij weg te dromen.

## Discografie
- 1995 · Lugburz
- 1995 · Minas Morgul
- 1996 · Dol Guldur
- 1997 · Nightshade Forests EP
- 1999 · Stronghold
- 2001 · Let Mortal Heroes Sing Your Fame
- 2003 · Lost Tales EP
- 2006 · Oath Bound
- 2013 · Old Mornings Dawn
- 2018 . With Doom we come

De albums worden geproduceerd door Napalm Records.